# レイ・ラブロック
レイ・ラブロック（Ray Lovelock, 1950年6月19日 - 2017年11月10日）は、イタリア・ローマ出身の俳優。以前はレイモンド・ラブロック（Raymond Lovelock）の名義で活動していた。

## 来歴
イタリア人の母とイギリス人の父の間に生まれ、ローマのトラステヴェレ地区で幼少期を過ごす。デビューは15歳でジョン・シュレシンジャー監督の『ダーリング』に端役として出演、16歳の時にローマの「パイパー・クラブ」で、友人の俳優トーマス・ミリアンのバンドで歌っているところを見出され、1967年、ジュリオ・クエスティ監督『情無用のジャンゴ』で本格的に俳優としての活動を開始した。並行してトーマス・ミリアンのバンド、およびソロで音楽活動を行う。1969年、『ガラスの部屋』で初主演し、特に日本ではフランスのルノー・ヴェルレーと並び、1971年頃まで若い女性からアイドル的な人気を博した。訪日経験もあり、日本でオリベッティ、森永製菓のCMに出演、小薗江圭子作詞、浜圭介作曲の「恋は風」(B面は渡辺貞夫作曲の「ガラスの影」)、『週刊セブンティーン』懸賞応募優勝曲「白い影と青い影」(作詞者は一般人で、作曲は鈴木邦彦。B面は作詞阿久悠、作曲大野克夫によるもの)の2枚のシングルと2枚のアルバムをリリースしたことがある。「恋は風」はオリコントップ40に入るヒットとなっている。
イタリアでも1970年代当時歌手活動も並行して行っており、主演映画『バニシング』の主題歌を歌った。
1980年以降は主にテレビで活躍しており、数多くの主演作がある。

## 人物像
趣味は作曲。好きな作家はA・J・クローニン。サッカー好きで、イタリアの芸能人サッカー大会で主将を務めたことがある。1970年に結婚しており、翌年娘が生まれている。

## 出演作品
- ダーリング Darling (1965)
- 情無用のジャンゴ Se sei vivo spara（1967）
- ヤング・タイガー I giovani tigri (1968)
- ミラノの銀行強盗 Banditi a Milano（1968）
- ガラスの部屋 Plagio（1969年）
- 透きとおった夕暮れ Häschen in der Grube（1969）
- 火の森 Le regine（1970）
- 屋根の上のバイオリン弾き Fiddler on the Roof（1971）
- ガラスの旅 Un posto ideale per uccidere（1971）
- 悪魔の墓場 Non si deve profanare il sonno dei morti（1974）
- ミラノ殺人捜査網 Milano odia: la polizia non può sparare（1974）
- 炎のいけにえ Macchie solari (1975)
- ああ新婚 La moglie vergine （1975）
- バニシング Uomini si nasce poliziotti si muore (1976)
- 追跡！麻薬コネクション Pronto ad uccidere  (1976)
- カサンドラ・クロス The Cassandra Crossing （1976）
- 白昼の暴行魔 La settima donna （1978）
- ザ・ビッグ・バトル Il grande attacco (1977)
- 大人になる前に… Avere vent'anni (1978)
- 戦争と友情 Contro 4 bandiere（1979）
- マーダー・ロック Murderock - uccide a passo di danza（1984）